# Список сеньоров и графов де Лаваль
Граф де Лаваль (фр. comtes de Laval) — титул правителей средневекового французского графства Лаваль. Первоначально Лаваль — сеньория, располагавшаяся в графстве Мэн. В 1429 году король Франции Карл VII даровал Ги XIV де Лавалю титул графа.

## Сеньоры де Лаваль
Дом де Лаваль

Герб сеньоров де Лаваль

- ? — до 1062: Ги I де Лаваль (ок. 980/990 — до 26 февраля 1062), сеньор де Лаваль;
- до 1062 — 1076/1085: Амон де Лаваль (ум. ок. 1076/1085), сеньор де Лаваль, сын предыдущего
- 1076/1085 — после 1105: Ги II де Лаваль (до 1037/1038 — после 1105), сеньор де Лаваль, сын предыдущего;
- после 1105 — 1130/1142: Ги III де Лаваль (1092/1100 — 1130/1142), сеньор де Лаваль, сын предыдущего;
- 1130/1142 — 1180/1185: Ги IV де Лаваль (ум. 23 декабря 1180/1185), сеньор де Лаваль, сын предыдущего;
- 1180/1185 — 1210: Ги V де Лаваль (ум. 1210), сеньор де Лаваль с 1180/1185, сын предыдущего;
- 1210 — 1211: Ги VI де Лаваль (ум. 8 сентября 1211), сеньор де Лаваль с 1210, сын предыдущего;
- 1211 — 1264: Эмма де Лаваль (ок. 1197/1198 — 27 апреля 1264), дама де Лаваль, дочь предыдущего;
1-й муж: ранее 1215 Роберт I (III) (ум. 8 сентября 1217), граф Алансона с 1191;
2-й муж: с июля 1218 Матье II Великий (ум. 24 ноября 1230), сеньор де Монморанси с 1189, коннетабль Франции с 1218;
3-й муж: с 1231 Жан де Туси (ум. 1250), сеньор де Туси с 1218.

Дом де Монморанси-Лаваль

Герб Ги VII де Лаваля

Герб Ги XII де Лаваля

- 1264 — ок. 1267: Ги VII де Лаваль или Ги VII де Монморанси-Лаваль (ум. ок. 1267), сеньор де Лаваль с 1264, сын Эммы де Лаваль и Матье II де Монморанси;
- ок. 1267 — 1295: Ги VIII де Лаваль (ок. 1240 — 22 августа 1295), сеньор де Витре с 1254, сеньор де Лаваль с 1267, сын предыдущего;
- 1295 — 1333: Ги IX де Лаваль (ум. 22 января 1333), сеньор де Лаваль и де Витре с 1295, сын предыдущего;
- 1333 — 1347: Ги X де Лаваль (ум. 18 июня 1347), сеньор де Лаваль и де Витре с 1333, сын предыдущего;
- 1347 — 1348: Ги XI де Лаваль (ум. 22 сентября 1348), сеньор де Лаваль и де Витре с 1347, сын предыдущего;
- 1348 — 1412: Ги XII де Лаваль или Жан де Лаваль (ум. 21 апреля 1412), сеньор де Лаваль и де Витре с 1348, брат предыдущего;
- 1412 — 1429: Анна де Лаваль (1385 — 20 января 1486), дама де Лаваль и де Витре в 1412—1429
1-й муж: с 1406 Ги XIII де Лаваль или Жан де Монфор (1385 — 14 августа 1414), сеньор де Лаваль и де Витре с 1412;
2-й муж: с 1416 Жан Тюрпин (ум. после 1432).

## Графы де Лаваль
Дом де Монфор-Лаваль

Герб графов де Лаваль

- 1429—1486: Ги XIV де Лаваль (Франсуа де Лаваль-Монфор; 28 января 1406 — 1 сентября 1486), граф де Лаваль и барон де Витре с 1429, сын Анны де Лаваль и Ги XIII де Лаваля;
- 1486—1501: Ги XV де Лаваль (Франсуа де Лаваль-Монфор; 16 ноября 1435 — 28 января 1501), граф де Лаваль и барон де Витре с 1486, сын предыдущего;
- 1501—1531: Ги XVI де Лаваль (Николя де Лаваль-Монфор; 1 октября 1476 — 20 мая 1531), граф де Лаваль и барон де Витре с 1501, племянник предыдущего;
- 1531—1547: Ги XVII де Лаваль (Клод де Лаваль-Монфор; 14 февраля 1522 — 25 мая 1547), граф де Лаваль и барон де Витре с 1531, сын предыдущего.

Дом де Рьё
- 1547—1567: Гийона де Лаваль (Рене де Рьё; 1524 — 13 декабря 1567), графиня де Лаваль и баронесса де Витре с 1547, дочь барона Клода I де Рьё и Екатерины де Лаваль, дамы де Ла Рош-Бернар, дочери Ги XVI де Лаваля;
муж: с 5 января 1545 Людовик де Сен-Мор (ум. 9 сентября 1572), граф Жуаньи, маркиз де Нель с 1545, граф де Лаваль и барон де Витре (под именем Ги XVIII де Лаваль) в 1547—1567;

Дом Колиньи
- 1567—1586: Ги XIX де Лаваль (Поль де Колиньи; 13 августа 1555 — 15 апреля 1586), граф д’Аркур в 1561—1566, граф де Лаваль и де Монфор, барон де Витре и де Квинтин с 1567, сын Франсуа де Колиньи, сеньора д’Андело, и Клод де Рьё, сестры Гийоны де Лаваль;
- 1586—1605: Ги XX де Лаваль (Франсуа де Колиньи; 5 мая 1585 — 3 декабря 1605), граф де Лаваль и де Монфор, барон де Витре и де Квинтин с 1586, сын предыдущего.

Дом Ла Тремуй

Герб Генри III де Ла Тремойля

- 1605—1674: Анри де Ла Тремуй (22 декабря 1598 — 21 января 1674), герцог де Туар с 1604, граф де Лаваль и де Монфор, барон де Витре и де Кентен (под именем Ги XXI де Лаваль) с 1605, титулярный князь Тарентский, правнук Франсуа де Ла Тремуя, виконта де Туар, и Анны де Лаваль, дочери Ги XVI де Лаваля и Шарлотты Неаполитанской.
- 1674—1681: Луи Морис де Ла Тремуй (8 июня 1624 — 25 июня 1681), граф де Лаваль (под именем Ги XXII де Лаваль) с 1674, сын предыдущего;
- 1681—1709: Шарль III Бельжик Олланд де Ла Тремуй (1655 — 1 июня 1709), герцог де Туар с 1682, граф де Лаваль (под именем Ги XXIII де Лаваль) с 1681, племянник предыдущего;
- 1709—1719: Шарль IV Луи Бретань де Ла Тремуй (15 марта 1683 — 9 октября 1719), герцог де Туар и граф де Лаваль (под именем Ги XXIV де Лаваль) с 1709, сын предыдущего;
- 1719—1741: Шарль V Арман Рене де Ла Тремуй (14 января 1708 — 23 мая 1741), герцог де Туар и граф де Лаваль (под именем Ги XXV де Лаваль) с 1719, сын предыдущего;
- 1741—1792: Жан-Шарль-Бретань де Ла Тремуй (5 февраля 1737 — 19 мая 1792), герцог де Туар и граф де Лаваль (под именем Ги XXVI де Лаваль) с 1741, сын предыдущего.

## Титулярные графы де Лаваль
- 1792—1839: Шарль VI Бретань Мари де Ла Тремойль (24 марта 1764 — 10 ноября 1839), герцог де Туар и граф де Лаваль с 1792, сын предыдущего;
- 1839—1911: Луи-Шарль де Ла Тремойль (26 октября 1838 — 4 июля 1911), герцог де Туар и граф де Лаваль с 1839, сын предыдущего;
- 1911—1921: Луи-Шарль-Мари де Ла Тремойль (28 марта 1863 — 17 июня 1921), герцог де Туар и граф де Лаваль с 1911, сын предыдущего;
- 1921—1933: Луи-Жан-Мари де Ла Тремойль (8 февраля 1910 — 9 декабря 1933), герцог де Туар и граф де Лаваль с 1921, сын предыдущего.